# Lautertal (Odenwald)
Pour les articles homonymes, voir Lautertal.
Lautertal (Odenwald) est une commune de Hesse (Allemagne), située dans l'arrondissement de la Bergstraße, dans le district de Darmstadt.